# سارة كراوتش
سارة كراوتش (بالإنجليزية: Sarah Crouch)‏ هي منافسة ألعاب القوى أمريكية، ولدت في 22 أغسطس 1989 في هوكينسون في الولايات المتحدة.

## وصلات خارجية
- سارة كراوتش على موقع الاتحاد الدولي لألعاب القوى (الإنجليزية)